# پالین فردریک
پالین فردریک (انگلیسی: Pauline Frederick؛ ۱۲ اوت ۱۸۸۳ – ۱۹ سپتامبر ۱۹۳۸) یک هنرپیشه اهل ایالات متحده آمریکا بود.

## گزیده فیلمشناسی
از فیلم‌ها یا برنامه‌های تلویزیونی که وی در آن نقش داشته‌است می‌توان به آثار زیر اشاره کرد.
- عنکبوت (فیلم ۱۹۱۶) (۱۹۱۶)
- رستاخیز (فیلم ۱۹۱۸) (۱۹۱۸)
- کلاه شاپو (فیلم ۱۹۱۸) (۱۹۱۸)
- لانه (فیلم ۱۹۲۷) (۱۹۲۷)